# Io c'ero
Io c'ero è un album di Andrea Poltronieri di tipo live, registrato nel pub "Spirito" a Vigarano Mainarda in provincia di Ferrara.
È composto da 27 brani musicali, alcuni parodie o rielaborazioni di altre canzoni famose (indicate nella terza colonna), altri creati direttamente da Poltronieri.

## Tracce
| #   | Titolo della canzone       | Titolo della canzone originale | Artista della canzone originale | Durata | Particolarità |
| --- | -------------------------- | ------------------------------ | ------------------------------- | ------ | ------------- |
| 1.  | Intro pp [1]               | -                              | -                               | 1:14   | live          |
| 2.  | Goldrake                   | Goldrake                       | Michel Tadini                   | 0:36   | live          |
| 3.  | Heidi                      | Heidi                          | Elisabetta Viviani              | 0:57   | live          |
| 4.  | Sandokan                   | Sandokan                       | Oliver Onions                   | 0:28   | live          |
| 5.  | La vacca                   | La flaca                       | Jarabe de Palo                  | 2:43   | -             |
| 6.  | Il mio corpo che cambia    | Il mio corpo che cambia        | Litfiba                         |        |               |
| 7.  | Culo di gallina            |                                |                                 |        |               |
| 8.  | Pin Floi                   |                                |                                 |        |               |
| 9.  | Pretty fly                 |                                |                                 |        |               |
| 10. | Laura non c'è              | Laura non c'è                  | Nek                             |        |               |
| 11. | Macarena                   | Macarena                       | Los del Río                     |        |               |
| 12. | Osteria                    |                                |                                 |        |               |
| 13. | Con il cuore               |                                |                                 |        |               |
| 14. | Crash                      |                                |                                 |        |               |
| 15. | Una musica può fare        | Una musica può fare            | Max Gazzè                       |        |               |
| 16. | Shine on You Crazy Diamond | Shine on You Crazy Diamond     | Pink Floyd                      | 5:09   | strumentale   |
| 17. | Condom head                |                                |                                 |        |               |
| 18. | Senza fiato                | Senza fiato                    | Mina                            |        |               |
| 19. | Soleada                    |                                |                                 |        |               |
| 20. | La topina                  | -                              | -                               | 0:53   | live          |
| 21. | A casa di Luca             | A casa di Luca                 | Silvia Salemi                   |        |               |
| 22. | Una canna piena di... [1]  | Sampei                         | Rocking Horse                   | 2:00   | live          |
| 23. | Leo Leo                    | -                              | -                               | 0:57   | -             |
| 24. | Fanale                     |                                |                                 |        |               |
| 25. | Tir                        |                                |                                 |        |               |
| 26. | I Don't Wanna Be a Star    | I Don't Wanna Be a Star        | Corona                          |        |               |
| 27. | Io c'ero                   |                                |                                 |        |               |